# Jay & the Techniques
Jay & the Techniques war eine US-amerikanische Rhythm-and-Blues- und Pop-Band.

## Geschichte
Die Gruppe wurde Mitte der 1960er Jahre gegründet und spielte zunächst in kleineren Clubs. Sie konnte sich einen guten Ruf verschaffen und erhielt 1967 einen Plattenvertrag. Noch im selben Jahr veröffentlichte sie mit Apples, Peaches, Pumpkin Pie und Keep the Ball Rollin´ zwei Millionenseller.

## Diskografie

### Alben
| Jahr | Titel                        | Höchstplatzierung, Gesamtwochen, AuszeichnungChartsChartplatzierungen (Jahr, Titel, Platzierungen, Wochen, Auszeichnungen, Anmerkungen) | Anmerkungen |
| Jahr | Titel                        | US | Anmerkungen |
| ---- | ---------------------------- | --- | ----------- |
| 1968 | Apples, Peaches, Pumpkin Pie | US129 (13 Wo.)US |             |

Weitere Alben
- 1968: Love, Lost & Found
- 1995: The Best of Jay and the Techniques
- 2009: Baby Make Your Own Sweet Music: The Very Best of Jay & the Techniques

### Singles
| Jahr | Titel Album                                        | Höchstplatzierung, Gesamtwochen, AuszeichnungChartplatzierungen (Jahr, Titel, Album, Platzierungen, Wochen, Auszeichnungen, Anmerkungen) | Höchstplatzierung, Gesamtwochen, AuszeichnungChartplatzierungen (Jahr, Titel, Album, Platzierungen, Wochen, Auszeichnungen, Anmerkungen) | Anmerkungen |
| Jahr | Titel Album                                        | US | R&B | Anmerkungen |
| ---- | -------------------------------------------------- | --- | --- | ----------- |
| 1967 | Apples, Peaches, Pumpkin Pie                       | US6 (17 Wo.)US | R&B8 (10 Wo.)R&B |             |
| 1967 | Keep the Ball Rollin’ Apples, Peaches, Pumpkin Pie | US14 (12 Wo.)US | — |             |
| 1968 | Strawberry Shortcake Love, Lost & Found            | US39 (6 Wo.)US | — |             |
| 1968 | Baby Make Your Own Sweet Music                     | US64 (8 Wo.)US | — |             |
| 1976 | Number Onederful                                   | — | R&B94 (3 Wo.)R&B |             |

Weitere Singles
- 1968: The Singles Game
- 1968: Hey Diddle Diddle
- 1969: Are You Ready for This
- 1969: Dancin’ Mood
- 1972: Robot Man
- 1974: I Feel Love Coming On
- 1976: Number Onederful